# Ennya dorsalis
Ennya dorsalis är en insektsart som beskrevs av Leon Fairmaire. Ennya dorsalis ingår i släktet Ennya och familjen hornstritar. Inga underarter finns listade i Catalogue of Life.